# El sonido de la magia
El sonido de la magia (en hangul, 안나라수마나라; romanización revisada, Annarasumanara) es una serie de televisión surcoreana que se estrenó el 6 de mayo de 2022 a través de Netflix.
La serie está basada en el webtoon "Annarasumanara" de Ha Il-kwon.

## Sinopsis
Cuando era pequeña, Yoon Ah-yi soñaba con convertirse en maga. Ahora, sólo es una estudiante de secundaria que lucha por mantenerse a sí misma y a su hermana menor con trabajos de medio tiempo, ya que no sabe dónde están sus padres: su padre tuvo que huir del hogar debido a los cobradores de deudas y poco después su madre las abandonó. A pesar de tener una mala situación financiera, académicamente se encuentra entre los primeros puestos. Ah-yi quiere convertirse en grande lo antes posible para tener un trabajo estable.
Por otro lado Na Il-deung, es el poco sociable compañero de clase de Ah-yi, con quien compite regularmente por recibir la máxima calificación.
La vida de ambos cambia cuando conocen a Lee-eul, un misterioso mago que vive en un parque de atracciones abandonado y que los anima a seguir sus sueños. Lee-eul es un hombre misterioso que ofrece espectáculos de magia a las personas que le dicen que creen en ella.

## Reparto

### Personajes principales
- Ji Chang-wook como Ri-eul, un misterioso mago que vive en un parque temático abandonado.[7][8]
  - Nam Da-reum como Ri-eul de joven.[9]
- Choi Sung-eun como Yoon Ah-yi.[10]
- Hwang In-yeop como Na Il-deung, un estudiante que solo se enfoca en sus estudios y no sabe cómo vincularse con otras personas. Sin embargo cuando conoce a Ri-eul aprende sobre la diversión de la magia.[11]

### Personajes secundarios
- Yoo Jae-myung como el padre de Na Il-deung.
- Hong Seo-hee como Ji-soo de joven.
- Lee Sang-hwa.
- Ji Hye-won como Baek Ha-na.[12]
- Choi Young-joon como el detective Kim.[13]
- Yoon Kyung-ho como Kim Do-shik.
- Yoon Sa-bong como la casera de Yoon Ah-yi.
- Woo Mi-wha como la madre de Seo Ha-yeon.
- Hong Jung Min como Yoon Yoo-yi hermana menor de la protagonista.

## Episodios
La serie conformada por seis episodios, se estrenó el 6 de mayo de 2022 exclusivamente en Netflix.

## Producción
La serie está basada en el webtoon "Annarasumanara" de Ha Il-kwon publicado del 28 de junio de 2010 al 7 de enero de 2011 a través de Naver. Es dirigida por Kim Seong-yoon (김성윤) y escrita por Kim Min-jung (김민정).
La primera lectura del guion fue realizada en 2021.
La serie contó con el apoyo de las compañías de producción JTBC Studio y Zium Content.
El 27 de julio de 2021 se anunció que el actor Ji Chang-wook y un miembro del staf habían dado positivo para COVID-19, por lo que como medida de prevención el resto del elenco y equipo de producción se habían realizado la prueba, la cual había dado negativo. Tomando las precauciones necesarias se decidió que las filmaciones se detuvieran temporalmente hasta que el actor se recuperara. El 11 de agosto del mismo año se anunció que el actor ya se había recuperado de la enfermedad, por lo que las filmaciones serían retomadas.